# Safawi Rasid
Muhammad Safawi bin Rasid (* 5. März 1997 in Kuala Dungun, Terengganu) ist ein malaysischer Fußballspieler.

## Karriere

### Verein
Der Stürmer erlernte das Fußballspielen in den Jugendmannschaften des PBDKT T-Team FC und gab dort 2015 sein Profidebüt in der Malaysia Premier League. Zwei Jahre später wechselte er zum Rekordmeister Johor Darul Ta’zim FC und gewann dort bisher vierzehn nationale Titel. Im Oktober 2020 wurde er kurzzeitig an den portugiesischen Erstligisten Portimonense SC verliehen, kam dort aber nur zu einem Ligaeinsatz bei der U-23-Mannschaft. Ende Dezember 2020 kehrte er nach Malaysia zurück. Nach dem Triplegewinn 2022 wechselte er im Dezember 2022 bis Saisonende auf Leihbasis zum thailändischen Erstligisten Ratchaburi FC.

### Nationalmannschaft
Safawi Rasid spielte seit 2016 für diverse Auswahlmannschaften Malaysias. Sein Debüt in der A-Nationalmannschaft gab er am 6. September 2016 in einem Freundschaftsspiel gegen Indonesien. Bei der 0:3-Niederlage stand er in der Startelf und wurde in der 58. Minute für Mohd Zaquan Adha Abdul Radzak ausgewechselt. 2018 erreichte Rasid bei der Südostasienmeisterschaft das Finale und 2021 schied er schon in der Gruppenphase aus.

## Erfolge
Johor Darul Ta’zim FC
- Malaysischer Meister: 2017, 2018, 2019, 2020, 2021, 2022
- Malaysischer Pokalsieger: 2017, 2019, 2022
- Malaysischer Superpokalsieger: 2018, 2019, 2020, 2021, 2022
- Malaysischer-FA-Cup-Sieger: 2022